# Golden (canción de Harry Styles)
«Golden» —en español: «Dorada»—es una canción de Harry Styles. La canción fue escrita por Harry Styles junto a Mitch Rowland, Tyler Johnson y Kid Harpoon, con Johnson y Harpoon a cargo de la producción y la coproducción, respectivamente. La canción se lanzó en formatos de contemporary hit radio en el Reino Unido el 23 de octubre de 2020 como el quinto sencillo del álbum, y en formatos de contemporary hit radio para adultos en Estados Unidos el 26 de octubre de 2020 como el tercer sencillo del álbum en el país.

## Composición
«Golden» es una canción arena rock, indie pop y soft rock, con un sonido de los setenta y del sur de California. Está compuesta en 4
4 en clave de Sol mayor, con un tempo moderadamente rápido de 140 pulsaciones por minuto y una progresión armónica de C–Em/Bm7–D. Incorpora grupos de armonías de fondo y con el uso de un instrumento de percusión Glockenspiel. El rango vocal de Styles abarca la nota Re4 a Si4.

## Video musical
El video musical fue grabado en la costa de Amalfi, Italia. Se lanzó el 26 de octubre de 2020, bajo la dirección de Ben Turner y Gabe Turner.

## Créditos y personal
Créditos adaptados de las notas del álbum.

### Grabación y gestión
- Recorded at Real World Studios (Bath, Reino Unido), Shangri-La (Malibú, California), Groove Masters (Santa Mónica, California), y Harpoon House (Los Ángeles, California)
- Mixed at EastWest Studios (Los Ángeles, California)
- Mastered at Sterling Sound (Edgewater, Nueva Jersey)
- 2019 HSA Publishing Limited, controled and admin. in the USA by Universal Music Works (GMR) / Universal-PolyGram Int. Publishing, Inc. (ASCAP) / Songs by Cabin Mobile (BMI) / One Year Yesterday Publishing, Creative Pulse Music, and These Are Pulse Songs. All rights admin. by These Are Pulse Songs (BMI). All Rights Reserved.

### Personal
- Harry Styles – voces, coros, composición
- Tyler Johnson – producción, composición, coros, teclados
- Kid Harpoon – coproducción, composición de canciones
- Mitch Rowland – composición, batería, slide guitar, glockenspiel, guitarra eléctrica
- Leo Abrahams – guitarra eléctrica
- Sammy Witte – ingeniería
- Jon Castelli – ingeniería adicional
- Mark Rankin – ingeniería adicional
- Nick Lobel – ingeniería adicional
- Dylan Neustadter – ingeniería adicional
- Jeremy Hatcher – asistente de ingeniería
- Kevin Smith – asistente de ingeniería
- Oli Jacobs – asistente de ingeniería
- Oliver Middleton – asistente de ingeniería
- Rob Bisel – asistente de ingeniería
- Tyler Beans – asistente de ingeniería
- Spike Stent – mezclas
- Michael Freeman – mezclas
- Randy Merrill – mezclas

## Posicionamiento en listas
| Listas (2020-2021)                        | Mejor posición |
| ----------------------------------------- | -------------- |
| Argentina (Argentina Hot 100)             | 35             |
| Australia (ARIA)                          | 39             |
| Bélgica (Ultratop) Flanders               | 1              |
| Bélgica (Ultratop) Wallonia               | 18             |
| Canadá (Canadian Hot 100)                 | 65             |
| Canadá Hot AC (Billboard)                 | 42             |
| Canadá CHR/Top 40 (Billboard)             | 32             |
| Escocia (Official Charts Company)         | 32             |
| Eslovaquia (Singles Digitál Top 100)      | 97             |
| Estados Unidos (Billboard Hot 100)        | 74             |
| Estados Unidos (Adult Top 40)             | 29             |
| Estados Unidos (Mainstream Top 40)        | 21             |
| Irlanda (IRMA)                            | 27             |
| Nueva Zelanda (RMNZ)                      | 40             |
| México (Mexico Airplay)                   | 2              |
| México (Mexico Ingles Airplay)            | 1              |
| Países Bajos (Dutch Top 40)               | 23             |
| Países Bajos (Single Top 100)             | 56             |
| Reino Unido (UK Singles Chart)            | 36             |
| República Checa (Singles Digitál Top 100) | 91             |
| Suecia (Sverigetopplistan)                | 74             |

## Certificaciones
| País (organismo certificador) | Certificación    | Unidades certificadas |
| ----------------------------- | ---------------- | --------------------- |
| Australia (ARIA)              | Oro              | 35 000                |
| Brasil (Pro-Música Brasil)    | Oro              | 20 000                |
| Canadá (Music Canada)         | Oro              | 40 000                |
| Estados Unidos (RIAA)         | 2x Platino       | 2 000 000             |
| México (AMPROFON)             | 2x Platino + Oro | 150 000               |
| Polonia (ZPAV)                | Oro              | 10 000                |
| Reino Unido (BPI)             | Plata            | 200 000               |

## Premios y nominaciones
| Año  | Ceremonia de premiación | Categoría            | Resultado | Ref.   |
| ---- | ----------------------- | -------------------- | --------- | ------ |
| 2021 | MTV Millennial Awards   | Éxito Global del Año | Ganador   | [ 41 ] |

## Historial de lanzamiento
| País           | Fecha                   | Formato                      | Discográfica      | Ref    |
| -------------- | ----------------------- | ---------------------------- | ----------------- | ------ |
| Varios         | 13 de diciembre de 2019 | Descarga digital y streaming | Erskine, Columbia | [ 42 ] |
| Reino Unido    | 23 de octubre de 2020   | Contemporary hit radio       | Columbia          | [ 1 ]  |
| Estados Unidos | 26 de octubre de 2020   | Adult contemporary           | Columbia          | [ 4 ]  |
| Estados Unidos | 27 de octubre de 2020   | Contemporary hit radio       | Columbia          | [ 43 ] |
| Reino Unido    | 31 de octubre de 2020   | Adult contemporary           | Columbia          | [ 44 ] |
| Italia         | 6 de noviembre de 2020  | Contemporary hit radio       | Sony              | [ 45 ] |